# Ованнисян, Дикран
Тигра́н (Дикра́н) Ованнисян (род. Эль-Камышлы, Сирия; арм. Տիգրան Հովհաննիսյան; англ. Dikran Hovhannisian; араб. تيغران هوفهانيسيان‎) — сирийско-армянский певец, исполняющий преимущественно патриотические и народные песни.
Проживает в городе Гиссен, Германия.

## Биография
Родился в году в городе Эль-Камышлы, Сирия. Проходил обучение в училище Епрат.